# Tv·2's diskografi
Det danske pop rock-band tv·2s diskografi består af 20 studiealbum, fem livealbum og tre opsamlingsalbum.

## Album

### Studiealbum
| Fantastiske Toyota                                 | - Udgivet: 1981 - Selskab: CBS - Format: LP, CD                                                  | * | *           |
| Verden er vidunderlig                              | - Udgivet: 1982 - Selskab: CBS - Format: LP, CD                                                  | * | *           |
| Beat                                               | - Udgivet: September 1983 - Selskab: CBS - Format: LP, CD                                        | * | *           |
| Nutidens unge                                      | - Udgivet: 1984 - Selskab: CBS - Format: LP, CD, kassettebånd                                    | * | *           |
| Rigtige mænd gider ikke høre mere vrøvl            | - Udgivet: 1985 - Selskab: CBS - Format: LP, CD, kassettebånd                                    | * | *           |
| En dejlig torsdag                                  | - Udgivet: 5. marts 1987 - Selskab: CBS - Format: LP, CD, kassettebånd                           | * | *           |
| Nærmest lykkelig                                   | - Udgivet: 1988 - Selskab: CBS - Format: LP, CD, kassettebånd                                    | * | *           |
| Vi blir alligevel aldrig voksne                    | - Udgivet: 1990 - Selskab: Pladecompagniet - Format: LP, CD, kassettebånd                        | 1 | *           |
| Slaraffenland                                      | - Udgivet: 1991 - Selskab: Pladecompagniet - Format: LP, CD, kassettebånd                        | 4 | *           |
| Verdens lykkeligste mand                           | - Udgivet: 14. februar 1994 - Selskab: Pladecompagniet - Format: LP, CD                          | 1 | *           |
| Kys bruden                                         | - Udgivet: 26. januar 1996 - Selskab: Medley - Format: CD                                        | 1 | - 2× Platin |
| Yndlingsbabe                                       | - Udgivet: 22. februar 1998 - Selskab: Medley - Format: CD                                       | 2 | - Platin    |
| Amerika                                            | - Udgivet: 29. januar 2001 - Selskab: Medley, PladeSelskabet - Have A Cigar - Format: CD         | 1 | - Platin    |
| På kanten af småt brændbart                        | - Udgivet: 11. november 2002 - Selskab: EMI, PladeSelskabet - Have A Cigar - Format: CD          | 2 | - Guld      |
| De første kærester på månen                        | - Udgivet: 7. november 2005 - Selskab: EMI, PladeSelskabet - Have A Cigar - Format: CD           | 1 | - 8× Platin |
| For dig ku' jeg gøre alting                        | - Udgivet: 19. november 2007 - Selskab: EMI, PladeSelskabet - Have A Cigar - Format: CD          | 1 | - 2× Platin |
| Showtime                                           | - Udgivet: 14. februar 2011 - Selskab: Universal, PladeSelskabet - Have A Cigar - Format: LP, CD | 1 | - Platin    |
| Det gode liv                                       | - Udgivet: 27. februar 2015 - Selskab: Universal, PladeSelskabet - Have A Cigar - Format: LP, CD | 1 | - Guld      |
| Tæt trafik i Herning                               | - Udgivet: 9. november 2018 - Selskab: Universal, PladeSelskabet - Have A Cigar - Format: LP, CD | 2 |             |
| Som om vi ikke har mere at sige...                 | - Udgivet: 14. marts 2025 - Selskab: Universal, PladeSelskabet - Have A Cigar - Format: LP, CD   | 2 |             |
| "*" markerer at informationen ikke er tilgængelig. |                                                                                                  |   |             |

### Livealbum
| Titel                                                                  | Album detaljer                                                                                  | Højeste placering | Certificering |
| Titel                                                                  | Album detaljer                                                                                  | Danmark           | Certificering |
| ---------------------------------------------------------------------- | ----------------------------------------------------------------------------------------------- | ----------------- | ------------- |
| Fri som fuglen - Live 87                                               | - Udgivet: 1987 - Selskab: CBS - Format: LP, CD, kassettebånd                                   | *                 | *             |
| Verdens lykkeligste band - Live 99                                     | - Udgivet: 1999 - Selskab: PladeSelskabet - Have A Cigar - Format: CD                           | 3                 |               |
| Manden der ønskede sig en havudsigt (med RadioUnderholdningsOrkestret) | - Udgivet: 1999 - Selskab: EMI, PladeSelskabet - Have A Cigar - Format: CD                      | —                 | *             |
| Sæler, hvaler og solskin                                               | - Udgivet: 17. november 2014 - Selskab: PladeSelskabet - Have A Cigar - Format: CD              | —                 |               |
| The Holbæk Recordings 81                                               | - Udgivet: 25. februar 2022 - Selskab: PladeSelskabet - Have A Cigar - Format: LP, kassettebånd | 6                 |               |
| "—" markerer en udgivelse der ikke opnåede en hitlisteplacering.       |                                                                                                 |                   |               |

### Opsamlingsalbum
| Titel                                              | Album detaljer                                                                          | Højeste placering | Certificering |
| Titel                                              | Album detaljer                                                                          | Danmark           | Certificering |
| -------------------------------------------------- | --------------------------------------------------------------------------------------- | ----------------- | ------------- |
| Greatest - De unge år                              | - Udgivet: 1992 - Selskab: Columbia - Format: LP, CD                                    | *                 | - 8× Platin   |
| Hits                                               | - Udgivet: 2004 - Selskab: Sony, Medley, PladeSelskabet - Have A Cigar - Format: CD/DVD | 2                 | - 2× Platin   |
| Bag duggede ruder 1981-2012                        | - Udgivet: 26. oktober 2012 - Selskab: Universal - Format: CD/DVD                       | 5                 | - Guld        |
| "*" markerer at informationen ikke er tilgængelig. |                                                                                         |                   |               |

### Andre album
| Titel                                                                  | Album detaljer                                                        |
| ---------------------------------------------------------------------- | --------------------------------------------------------------------- |
| Om sommeren er alting anderledes (udgivet under navnet The Beautifuls) | - Udgivet: 1983 - Selskab: PladeSelskabet - Have A Cigar - Format: LP |

## Singler
| År                                                               | Titel                                                                           | Højeste placering | Album                                   |
| År                                                               | Titel                                                                           | Danmark           | Album                                   |
| ---------------------------------------------------------------- | ------------------------------------------------------------------------------- | ----------------- | --------------------------------------- |
| 1981                                                             | "Motorvej" / "Aldrig Mere"                                                      | —                 | Fantastiske Toyota                      |
| 1981                                                             | "Natradio" / "Vi er det bedste hold"                                            | —                 |                                         |
| 1982                                                             | "From All Of Us to All of You"                                                  | —                 |                                         |
| 1983                                                             | "Verden perfekt" / "Natradio" / "Centeret"                                      | —                 | Verden er vidunderlig                   |
| 1983                                                             | "Popmusikerens Vise" / "Når først vi har fået betalt vores bil"                 | —                 | Beat                                    |
| 1983                                                             | "Popmusikerens Vise (Dubmusikerens clubmix)"                                    | —                 | Beat                                    |
| 1984                                                             | "Lanternen" / "Ræven og rønnebærrene"                                           | —                 | Nutidens unge                           |
| 1984                                                             | "Vil du danse med mig"                                                          | —                 | Nutidens unge                           |
| 1985                                                             | "Rigtige mænd" / "Eventyr for begyndere"                                        | —                 | Rigtige mænd gider ikke høre mere vrøvl |
| 1985                                                             | "Hele verden fra forstanden" / "Evelyn"                                         | —                 | Rigtige mænd gider ikke høre mere vrøvl |
| 1985                                                             | "Rigtige mænd" / "Be-Bab megamix (By Sanny X)"                                  | —                 | Rigtige mænd gider ikke høre mere vrøvl |
| 1986                                                             | "Misty Windows" / "Sunday in the Sun"                                           | —                 |                                         |
| 1987                                                             | "Lanternen" / "Bebabalula"                                                      | —                 | Nutidens unge                           |
| 1987                                                             | "Gi mig lige" / "Stjernen i mit liv"                                            | —                 | En dejlig torsdag                       |
| 1987                                                             | "Tidens kvinder" / "I baronessens seng"                                         | —                 | En dejlig torsdag                       |
| 1987                                                             | "Stjernen i mit liv" / "Gi mig lige" / "Bag duggede ruder"                      | —                 | En dejlig torsdag                       |
| 1988                                                             | "Nærmest lykkelig" / "En sommerdag for længe siden"                             | —                 | Nærmest lykkelig                        |
| 1988                                                             | "Nærmest lykkelig (Extended version)" / "Det mørke Jylland / "Nærmest lykkelig" | —                 | Nærmest lykkelig                        |
| 1988                                                             | "Turbo" / "Godnat, du"                                                          | —                 | Nærmest lykkelig                        |
| 1989                                                             | "Alt hvad hun ville var at danse" / "Det mørke Jylland"                         | —                 | Nærmest lykkelig                        |
| 1990                                                             | "The Whole World's Gonna Speak German Again"                                    | —                 |                                         |
| 1990                                                             | "Rejsen til Rio" / "Kom og se, far danser"                                      | —                 | Vi blir alligevel aldrig voksne         |
| 1990                                                             | "Stjernen over Bjerringbro" / "Romeos lykkelige dag"                            | —                 | Vi blir alligevel aldrig voksne         |
| 1990                                                             | "Tikilluaritsi" / "Takuss" / "Farvel til den søvnige mand"                      | —                 | Vi blir alligevel aldrig voksne         |
| 1991                                                             | "Alt hva du ønsker" / "Sex ka osse være sjov" / "Shit"                          | —                 | Slaraffenland                           |
| 1994                                                             | "Det er samfundets skyld"                                                       | —                 | Verdens lykkeligste mand                |
| 1994                                                             | "Kærligheden overvinder alt"                                                    | —                 | Verdens lykkeligste mand                |
| 1994                                                             | "Stormfulde højder"                                                             | —                 | Verdens lykkeligste mand                |
| 1996                                                             | "Kys bruden"                                                                    | —                 | Kys bruden                              |
| 1996                                                             | "Kom lad os brokke os"                                                          | —                 | Kys bruden                              |
| 1996                                                             | "Line Jørgensen, Voldum"                                                        | —                 | Kys bruden                              |
| 1996                                                             | "Sån't er livet"                                                                | —                 | Kys bruden                              |
| 1998                                                             | "Der går min klasselærer"                                                       | —                 | Yndlingsbabe                            |
| 1998                                                             | "Det er Danmark"                                                                | —                 | Yndlingsbabe                            |
| 1998                                                             | "Yndlingsbabe"                                                                  | —                 | Yndlingsbabe                            |
| 1999                                                             | "Ring til mig" / "Stormfulde højder" / "Bag duggede ruder"                      | —                 | Verdens lykkeligste band - Live 99      |
| 2001                                                             | "Hallo hallo"                                                                   | —                 | Amerika                                 |
| 2001                                                             | "Fald min engel"                                                                | —                 | Amerika                                 |
| 2001                                                             | "Sommerdag ved stranden"                                                        | —                 | Amerika                                 |
| 2002                                                             | "Jordens heldigste"                                                             | 3                 | På kanten af småt brændbart             |
| 2002                                                             | "Herlev, det er skønt"                                                          | —                 | På kanten af småt brændbart             |
| 2003                                                             | "Big time og honning"                                                           | —                 | På kanten af småt brændbart             |
| 2003                                                             | "Drømmer kun om dig"                                                            | —                 | På kanten af småt brændbart             |
| 2005                                                             | "De første kærester på månen"                                                   | —                 | De første kærester på månen             |
| 2005                                                             | "Hvem vil danse denne nat"                                                      | —                 | De første kærester på månen             |
| 2006                                                             | "Sporløs"                                                                       | —                 | De første kærester på månen             |
| 2007                                                             | "S.O.M.M.E.R."                                                                  | 1                 | For dig ku' jeg gøre alting             |
| 2007                                                             | "Randers Station"                                                               | —                 | For dig ku' jeg gøre alting             |
| 2007                                                             | "For dig ku' jeg gøre alting"                                                   | —                 | For dig ku' jeg gøre alting             |
| 2011                                                             | "Fuck den kærlighed"                                                            | 37                | Showtime                                |
| 2012                                                             | "Be bab" (tv·2 og Turboweekend)                                                 | —                 | Bag duggede ruder 1981-2012             |
| 2015                                                             | "Frys"                                                                          | —                 | Det gode liv                            |
| 2015                                                             | "Nu da vi ikke er kærester mere"                                                | —                 | Det gode liv                            |
| 2018                                                             | "Tæt Trafik i Herning"                                                          | —                 | Tæt Trafik i Herning                    |
| "—" markerer en udgivelse der ikke opnåede en hitlisteplacering. |                                                                                 |                   | Tæt Trafik i Herning                    |